# New Best Friend
New Best Friend (bra: Perversas Intenções; prt: Amizade Arriscada) é um filme de drama, mistério e suspense psicológico estadunidense de 2002 baseado na história do autor James Edwards. O filme era originalmente propriedade da MGM, que acabou deixando a distribuição do filme. Desde então, a TriStar Pictures adquiriu os direitos de distribuição deste filme nos Estados Unidos e em alguns outros territórios, principalmente para o mercado de vídeo doméstico; ainda assim, a TriStar Pictures deu a este filme um lançamento limitado nos cinemas nos Estados Unidos em 12 de abril de 2002.

## Sinopse
Um xerife da Carolina do Norte (Taye Diggs) investiga a overdose de drogas quase fatal de uma universitária da classe trabalhadora (Mia Kirshner) e descobre muitos detalhes sórdidos de sua vida antes e durante sua queda nas drogas e na libertinagem.

## Elenco
- Mia Kirshner: Alicia Campbell
- Meredith Monroe: Hadley Ashton
- Dominique Swain: Sidney Barrett
- Rachel True: Julianne Livingstone
- Eric Michael Cole: Warren
- Scott Bairstow: Trevor
- Taye Diggs: xerife Artie Bonner
- Oliver Hudson: Josh
- Joanna Canton: Sarah
- Dean James: Max
- Glynnis O'Connor: Connie Campbell
- Ralph Price: Eddie